# Bienvenido a Veraz
Bienvenido a Veraz (título original: Veraz) es una película de aventura y drama de 1991, dirigida por Xavier Castano, que a su vez la escribió junto a Martin Brossollet, Saskia Cohen Tanugi, François Delaroyère y Noël Sisinni, musicalizada por Frank Langolff, en la fotografía estuvo Dominique Chapuis y los protagonistas son Kirk Douglas, Roger Souza y Jean-Pierre Bagot, entre otros. El filme fue realizado por Aries Productions & Investissements, Ciné Cinq y Darblay S.A.; se estrenó el 21 de junio de 1991.

## Sinopsis
Un anciano comparte sus conocimientos con un joven para que aprenda a vivir en el bosque y entienda la naturaleza salvaje.